# 刑事課
刑事課（けいじか）は、全国の警察署および法務省刑事局（旧司法省含む）に設置される課の名称である。

## 職務内容
課内に以下の係を設置して職務を分担して行う。
- 犯罪捜査
  - 盗犯（窃盗事件）
  - 強行犯（殺人・恐喝・強盗・誘拐など）
  - 知能犯（詐欺、贈収賄、選挙違反など）
  - 暴力犯（暴力団事件。警視庁では組織犯罪対策課に分離されている）
  - 銃器・薬物犯（生活安全課の担当だったが、組織犯罪対策に再編されたことに伴い刑事課の担当となった。警視庁では組織犯罪対策課に分離されている）
  - 国際犯（一般的な外国人犯罪）
  - 鑑識
- 課内庶務

## 刑事課員
刑事課員は犯罪捜査と課内事務両方を行う。
刑事課員には、技能面では武道・拳銃射撃に加え、尾行・張り込み・取り調べなどの技術が求められ、知識面では法律に加えて政治経済、社会文化への幅広い教養が備っていることが望ましい。拳銃射撃に関しては、警察官の平均水準に達しているほどで問題なしとされている。
課員数は、地域差はあるが、大規模の警察署では40名～120名、中小規模の警察署では20名～30名ほど。
大規模な警察署では強行犯・盗犯を「刑事第一課」、知能犯・暴力犯を「刑事第二課」というように課を二つ以上に分けることもある。逆に中・小規模警察署では生活安全課と統合の上「刑事生活安全課」と名のり、警視庁管内では組織犯罪対策課も統合した「刑事生活安全組織犯罪対策課」を置く署も存在する。係についても強行犯と盗犯を統合して「強行盗犯係」などとしている例もある。
巡査部長以下の警察官が刑事課に配属されるには、所属長から刑事講習の受講推薦をもらい、受講後に任用試験に合格する必要がある。
職務内容が捜査、デスクワーク併せて激務である為、最近では刑事課を希望しない例が増えており、配属希望者が減ってきている。
外国人犯罪の全国的増加に伴い、語学、特に英語、北京語、広東語、ポルトガル語などの研修を受けた警察官を優先的に国際犯係などへ配置させる人事が多く行われている。民間の経験者が巡査部長級で採用されることもあり、サイバー犯罪や経済犯罪担当とともに「専門捜査官」と呼ばれる。
新任の女性警察官が、内勤員として配置されるのが通例となっている。研修中の警察官が、研修活動の一環として刑事課の応援に入ることもある。

## 刑事課長
刑事課を取り仕切る管理職は刑事課長であり、階級は警部または警視である。刑事訴訟法199条2項で逮捕状の発付につき警部以上の者に限定する規定があることから、刑事課長が請求している例が多い。刑事課長は、司法警察員として捜査に関する権限を全て有する。